# H.A. Rømeling
Henry Adolf Rømeling (født 15. januar 1890 i Odense, død 3. januar 1954) var en dansk farmaceut og fabrikant.
Han var søn af chefen for Grænsegendarmeriet, oberstløjtnant Emil Rømeling, og hustru Louise f. Dahlstrøm, tog præliminæreksamen i Kolding 1906, var discipel på Løveapoteket i København 1906-10 og blev cand.pharm. 1912 og ansat på Løveapoteket samme år. Rømeling overflyttedes 1915 til den til Løveapoteket knyttede virksomhed Løvens kemiske Fabrik og blev i 1920 direktør for denne, hvilket han var til sin død i 1954.
Rømeling var Ridder af Dannebrog og af en række udenlandske ordener, medlem af Komiteen og kasserer for IV internationale Kongres for Redningsvæsen 1934, medlem af repræsentantskabet for Det gjensidige Forsikringsselskab "Danmark" fra 1938, formand for Medicinalfabrikantforeningen fra 1939, medlem af bestyrelsen for Akts. Serum Export Compagniet, af det af Det erhvervsøkonomiske Råd nedsatte Medicinalnævn, af bestyrelsen for Dansk Adels Forbund 1940, af bestyrelsen for Selskabet til Erhvervsfremme og for I/S Chemicrom og blev medlem af Dansk Ingeniørforening 1943.
Han blev gift 1919 med Agnes Andersen (26. april 1890 i København – 1947), datter af ingeniør, cand.polyt. Eduard Andersen (død 1910) og hustru Anna f. Poulsen (død 1935).